# Улица Панфилова (Алма-Ата)
У́лица Панфи́лова — улица в центре города Алма-Ата.

## Положение улицы
Улица Панфилова находится в Алмалинском и Жетысуском районах, между проспектами Абылай хана и Назарбаева. Начинается от железнодорожной станции вокзала Алматы 2, пересекает улицы: Макатаева, Шевченко, Жибек Жолы, Гоголя, Казыбек би, Толе би, Аль-фараби, заканчивается на улице Хаджи-Мукана. Протяженность 3800 м.

## История
Улица Панфилова сформировалась во второй половине 19 века как меридиональная, пересекающая центр Верного с севера на юг, тогда на ней располагались: военный собор, артиллерийские казармы, селились мелкие чиновники, торговцы, состоятельные ремесленники, офицерско-казачьи семьи. Улица считалась второразрядной, примыкающей к центру, где жила городская знать. История улицы богата революционными событиями: в казармах размещался 2-й семиреченский казачий полк, сыгравший решающую роль в установлении Советской власти в Верном; находился Военно-революционный комитет. На улице проходили манифестации, митинги революционно настроенных солдат.
За годы Советской власти улица реконструирована, центральная часть застроена новыми зданиями, представляющими образцы архитектуры 1930-х и 1950—1960-х годов. Были сохранены верненские дома, памятники деревянного зодчества 19 века. На месте бывших казарм в 1957 году было сооружено величественное здание Дома Правительства (ныне КБТУ), к которому с юга примыкает площадь имени В. И. Ленина (ныне «Старая площадь Астана»), которые окружены скверами: «Северный» и «Алии и Маншук».

### Озеленение и благоустройство
В советские годы улица капитально реконструирована и благоустроена, озеленена лиственными породами деревьев таких как: вяз (карагач) и тополь. Были проложены магистральные оросительные арыки, в которые летом ежедневно пускалась вода с головного арыка. В конце 2000-х годов подвергалась капитальному ремонту (обновление асфальта, бордюров, арыков и уличного освещения), а также в 2016 году когда был заменён асфальт на тротуарах и проезжей части. Облик улицы Панфилова оставался неизменным вплоть до лета 2017 года, когда городской администрацией (Акимат города) по настоятельной рекомендации иностранных организаций («ГЭФ Устойчивый транспорт» и фонда Сорос Казахстан) было принято решение осуществить капитальную реконструкцию и преобразование улицы с её переустройством, сделав её пешеходной от пересечении с улицей Жибек жолы до пересечения с улицей Кабанбай батыра.

### Реконструкция и переустройство в 2017 году
С 2014 года иностранная организация «ГЭФ Устойчивый транспорт» настойчиво предлагала алма-атинским городским властям преобразовать улицу Панфилова в «общественное пространство». В том же году по приглашению «ГЭФ», город Алма-Ату неоднократно посещал советник компании «Gehl Architects» Ян Гейл и представитель Риккардо Марини. В январе 2016 года «Gehl Architects» представил концепцию изменения облика города, предлагающую кардинальное переустройство всей центральной части города Алма-Аты, в частности улиц: Панфилова, Жибек жолы, Абылай хана, Абая, Достык и Толе би (площадь Астана). В том же году городские власти (Акимат во главе с Байбеком) заказывают разработку проекта под названием «Пpoект пpeoбpaзования жилищнo-гpaжданских oбъектoв» предусматривающую преобразование центральных улиц, включая Панфилова согласно концепции предложенной иностранной компании «Gehl Architects». В государственном тендере на разработку преобразования центральных улиц, включая улицу Панфилова выиграла компания ТОО «ENVICON-A», директором которой является гражданин Израиля Роман Шнайдерман, являющийся также совладельцем компаний ТОО «АстанаИнжПроект», ТОО «AGS Pro Engeneering», ТОО «Green Eco». Совместно с Шнайдерманом проектом преобразования центральных улиц занималась ТОО «Basire Design Group». Тогда же в разработку проекта преобразования центральных улиц включился «Фонд Сорос-Казахстан», была запущена специальная программа «Новые Гражданские Инициативы», деятельность которой направлена на поддержку создания и развития общественных пространств в городах для реализации свободы выражения и коллективного решения локальных проблем. ТОО «Basire Design Group» в январе 2017 года получила от фонда 7 млн.тенге по программе «Новые Гражданские Инициативы».
В июне 2017 года начались работы по преобразованию улицы Панфилова по проекту компании ТОО «ENVICON-A». Гранитной плиткой покрыто 22 тыс. кв. м. Установлено 178 фонарей и 2 фонтана. 350 мест для парковки, а также 300 конструкций для рекламы демонтированы. Было снято всё недавно обновленное асфальтовое покрытие, демонтированы оросительно-водоотводные арыки и фонари уличного освещения. Деревья были обрезаны, а кустарники живой изгороди снесены. В результате преобразования улица Панфилова стала лишь частично пешеходной, на улице были воссозданы покрытые асфальтом парковка и полоса для движения автотранспорта. Поверхность остальной части улицы подверглась покрытию бетонными и гранитной плитками, вместо убранных арыков были установлены глухие трубы. После реконструкции в 2017 году по улице Панфилова появились сухие фонтаны, которые имеют подсветку в ночное время. Помимо фонтанов установили скамейки, урны, фонари для освещения улицы, а также несколько современных детских площадок.

### Незаконные акции протеста на улице
Улица Панфилова после преобразования в «общественное пространство» стала активно использоваться для проведения незаконных акций протеста. 28 ноября 2017 года журналист издания Vlast.kz вышел на одиночную акцию протеста против вступивших поправок в закон о СМИ, объявил голодовку и потребовал встречи с министром информации РК. 10 мая 2018 года на улице впервые состоялся незаконный митинг по призыву бывшего банкира, заочно осужденного Мухтара Аблязова. Как и предполагалось программой фонда Сорос «Новые Гражданские Инициативы», созданное общественное пространство на Панфилова теперь используется для реализации свободы выражения и коллективного решения локальных проблем.

## Происхождение названия
Изначально улица носила названия Казарменная, Красноармейская. В 1945 году переименована в память об Иване Васильевиче Панфилове (1893—1941) — военачальнике, Герое Советского Союза. Во время Великой Отечественной войны командовал 316-й стрелковой дивизией, которая защищала подступы к Москве на Волоколамском направлении. Погиб в бою 16 ноября 1941 года в районе разъезда Дубосеково.

## Примечательные здания и сооружения
В современных по архитектуре зданиях в советское время располагались:
- Дом Правительства Казахской ССР ( памятник архитектуры), ныне в здании размещается КБТУ.
- Союз потребительских обществ Казахской ССР ( памятник архитектуры)
- Учебный корпус Казахского государственного университета, ранее первый Дом Правительства КазССР ( памятник архитектуры), ныне Казахская академия искусств имени Жургенова
- Министерство мелиорации и водного хозяйства Казахской ССР
- Казахский республиканский совет по туризму и экскурсиям
- Средние школы № 54 им. И. В. Панфилова ( памятник архитектуры) и № 92 им. П. Р. Поповича
- Центральная АТС (ныне ГЦТ «Алматытелеком»)
- «Косые дома» (снесены)

## Транспорт

### Станции метро
- Алмалы,
- Жибек Жолы